# سونجا جانسون
سونجا جانسون (انگلیسی: Sonja Johnson؛ زادهٔ ۱۴ دسامبر ۱۹۶۷) ورزشکار مسابقه اسب‌دوانی اهل استرالیا است.
وی در مسابقات کشوری و بین‌المللی در مجموع برندهٔ ۱ مدال نقره، ۱ مدال برنز شده‌است.